# Shueisha
Shueisha, Inc. (яп. 株式会社集英社) — японська корпорація.

## Короткі відомості
Shueisha (укр. Шюейшя) була заснована в 1925 році як підрозділ фірми Shogakukan. В 1926 році Shueisha відокремилася від Shogakukan (укр. Шьоґакукан) та стала формально незалежною компанією. Підрозділ Shueisha — Jump Comics є великим видавцем манґи в Японії. Серед відомих серій, випущених Jump Comics: Rose of Versailles та інші популярні твори.
У 1968 році Shueisha вперше видала журнал Weekly Shonen Jump, який став найвідомішим та найпопулярнішим манґа-журналом у світі.
У 1973 році Shueisha створила компанію Hakusensha, яка також є успішним видавцем манґи.
Разом з Shogakukan, Shueisha володіє видавництвом Viz Media, яке випускає манґу в Північній Америці.

## Журнали манґи Shueisha
- Akamaru Jump
- Bessatsu Chorus
- Bessatsu Margaret
- Bessatsu You
- Business Jump
- Chorus
- Cobalt
- Cookie
- Cookie Box
- Cookie Fresh
- Crimson Comics
- Deluxe
- Deluxe Margaret
- Eyes Comics
- Margaret
- Ribon
- Ribon Bikkuri
- Ribon Original
- Select You
- Weekly Shonen Jump
- Super Jump
- Tokumori
- The Margaret
- Ultra Jump
- V Jump
- You
- Young Jump
- Young You
- Young You Colors

## Манґа, видана Shueisha
- Alichino
- Assassination Classroom
- Bakuman
- Beet the Vandel Buster
- Binbougami ga!
- Bleach
- Blue Exorcist
- Bobobo-bo Bo-bobo
- Boku no Hero Academia
- Buso Renkin
- Captain Tsubasa
- City Hunter
- Cowa!
- Death Note
- D.Gray-man
- Dr. Slump
- Dr. Stone
- Dragon Ball
- Dragon Drive
- DNA²
- Elfen Lied
- Gantz
- Gintama
- Gokusen
- Golden Boy
- Hikaru no Go
- Hunter × Hunter
- Ichigo 100%
- I"s
- JoJo’s Bizarre Adventure
- Kamikaze Kaito Jeanne
- Lovely complex
- The Magnificent Kotobuki
- Mint na Bokura
- Nana
- Naruto
- Nononono
- One Piece
- Penguin Brothers
- Papa no Iukoto o Kikinasai!
- Read or Die
- Rurouni Kenshin
- Saint Seiya
- Shadow Lady
- Shaman King
- Skyhigh
- The Prince of Tennis
- Video Girl Ai
- Zetman